# 房伯玉
房伯玉（？—？），东清河郡绎幕县（今山东省淄博市博山区）人，祖籍清河郡东武城县（今河北省衡水市故城县），刘宋、北魏、南齐、北魏官员。

## 生平
泰始三年（467年），房伯玉的堂兄弟房法寿向北魏投降，北魏朝廷任命房伯玉为河间郡太守，以安抚他们初来归附之心。房伯玉勇敢有决断，有用兵的谋略。之后房伯玉的弟弟房叔玉南逃，房伯玉被定罪迁徙到北部，房伯玉也南逃，在齐明帝萧鸾时期出任南阳郡太守，魏孝文帝南征时，房伯玉被俘虏，向北魏投降。北魏任命房伯玉为龙骧将军，房伯玉不肯接受。齐明帝知道房伯玉的志向，每月给房伯玉的儿子房希哲钱五千文，米二十斛。房伯玉在南方时，让小妾杨氏出家为尼姑，进入北魏后又让杨氏还俗，再度宠爱她，被有关部门上奏，魏孝文帝听任之。魏宣武帝元恪即位，房伯玉出任长史，兼任游击将军，要求外任南方边境的一郡太守，因此出任冯翊国相。房伯玉生了儿子还很年幼，就教他骑马，常常想要回到南方。景明年间，房希哲归附北魏，房伯玉大怒说：“我力量衰竭到了这个地步，不能守节义而死，仍希望你在本朝报答国家恩典。我如果能如愿，也要越过关卡寻求南返，你为什么如此失策？”房伯玉最终在冯翊国相任内死去。

## 家庭

### 兄弟
- 房叔玉，北魏高阳郡太守

### 子女
- 房希哲
- 房氏，嫁北魏宣威将军、给事中、广饶县子李会[6]